# Георгій Войнар Молодший
Георгій Войнар (д/н—бл. 1570) — львівський міщанин, лавник, райця, війт та бурмистр міста.

## Життєпис
Походив з впливового львівського роду Войнарів. Син Георгія Войнара Старшого, війта і бурмистра міста, та Анни Вільчек. Про дату народження і молоді роки вкрай замало відомостей. Близько 1521 року після смерті батька успадкував частину родинної кам'яниці на вулиці Руській. Згодом викупив у своїх сестер їх частки. Одружився зі своєю небогою Софією, донькою райці Войцеха Бакаляра та Анни Вільчек (доньки Станіслава Вільчека).
1530 року стає лавником. 1535 року придбав великий будинок на Зарванській вулиці. У 1543 році обирається війтом. У 1549 році увійшов до раєцької ради на постійній основі. 1567 року стає бурмистром королівським. Остання згадка сягає 1570 року.

## Родина
Двічі був одружений: з Анною, донькою райці Валентина Ґобеля (Гебеля), та Софією Бакаляр.
Мав сина Георгія (від якої з дружин невідомо), що прийняв прізвище Войнарович. Одружений з донькою Яна Ґринвальда, що своєю чергою була сестрою Анни, дружини Павла Кампіана.